# Švédská rallye 1985
Švédská rallye 1985 byla druhá soutěž v mistrovství světa v rallye 1985. Měla celkem 28 rychlostních zkoušek. Na start nenastoupil tým Lancia. Nejvíce favorizován byl sedminásobný vítěz této soutěže Stig Blomqvist a vítěz posledních čtyř soutěží Ari Vatanen. Ten nakonec zvítězil.
Do vedení se hned po startu dostal Ari Vatanen s vozem Peugeot 205 Turbo 16. Třetí byl Timo Salonen také na Peugeotu. Pátý jezdil Hannu Mikkola s Audi Sport Quattro. Šestý byl Per Eklund se soukromým Audi Quattro. Svkvěle se držel Ingvar Carlsson s vozem Mazda RX-7 byl nejlepší mezi vozy s jednou poháněnou nápravou. Zpočátku devátý byl Malcolm Wilson se soukromým Quattrem. Po prvním dnu následovaly dvě noční rychlostní zkoušky, na kterých vyhrál Stig Blomqvist a stáhl náskok Vatanena. Třetí se držel Salonen. Druhý den bojoval stále o vítězství Vatanen a Blomqvist, Salonen se držel třetí. O čtvrtou pozici bojovali jezdci Audi Walter Röhrl a Hannu Mikkola. Šestý se držel Per Eklund se soukromým Quattrem. Ve skupině A vedl Mikael Ericsson s vozem Audi 80 Quattro před týmovým kolegou Gunnarem Peterssonem. Odstoupit musel Röhrl pro poruchu motoru. Carlsson se propracoval až na osmé místo. Ani další noční etapy na konci druhého dne a etapy třetího dne na pořadí nic neměnily. Vyhrál Vatanen před Blomqvistem, Salonenem a Mikkolou. Pátý dojel Eklund, šestý Petersson, který vyhrál skupinu A.

## Výsledky
1. Ari Vatanen, Harryman - Peugeot 205 T16
2. Stig Blomqvist, Cederberg - Audi Sport Quattro
3. Timo Salonen, Harjanne - Peugeot 205 T16
4. Hannu Mikkola, Hertz - Audi Sport Quattro
5. Per Eklund, Whittock - Audi Quattro A2
6. Gunnar Petersson, Petersson - Audi 80 Quattro
7. Mikael Ericsson, Johansson - Audi 80 Quattro
8. Ingvar Carlsson, Melander - Mazda RX-7
9. Jonsson, Gustavsson - Opel Ascona 400
10. Eriksson, Thorszelius - Opel Kadett GSI